# 嘉慶 (日本)
嘉慶是日本南北朝時代北朝的年號之一。至德之後，康應之前。指1387年到1389年的期間。這個時代的天皇，北朝方是後小松天皇。南朝方是後龜山天皇。室町幕府的將軍是足利義滿。

## 改元
- 至德4年八月廿三（陽曆1387年10月5日） 改元
- 嘉慶3年二月初九（陽曆1389年3月7日） 改元為康應

## 出典
出自『毛詩正義』的「將有嘉慶、禎祥先來見也」。

## 嘉慶年間要事
2年
7月九州探題今川貞世（了俊），在九州交還被倭寇綁走的俘虜。
9月 將軍足利義滿前往富士山進行遊覽。

### 逝世
2年義堂周信（享壽64）、春屋妙葩（享壽77）、二條良基（享壽69）

## 西元對照表
| 嘉慶 | 元年    | 2年     | 3年     |
| ---- | ------- | ------- | ------- |
| 西曆 | 1387年  | 1388年  | 1389年  |
| 南朝 | 元中4年 | 元中5年 | 元中6年 |
| 干支 | 丁卯    | 戊辰    | 己巳    |

## 相關項目
- 嘉慶 (消歧義)

| 前一年號： 至德 | 日本年號 | 下一年號： 康應 |